# Wuliangsutai
Wuliangsutai (kinesiska: 乌梁素太, 乌梁素太乡) är en socken i Kina. Den ligger i den autonoma regionen Inre Mongoliet, i den norra delen av landet, omkring 280 kilometer väster om regionhuvudstaden Hohhot.
Genomsnittlig årsnederbörd är 313 millimeter. Den regnigaste månaden är juni, med i genomsnitt 89 mm nederbörd, och den torraste är februari, med 1 mm nederbörd.